# Zofingen (district)
Zofingen is een district van het kanton Aargau. De hoofdplaats is Zofingen. Het district heeft een oppervlakte van 142,01 km² en heeft 60.372 inwoners (eind 2004) en omvat de volgende 18 gemeenten:
| Wapenschild  | Gemeentenaam | Inwoners (31/12/2004) | Oppervlakte (km²) |
| ------------ | ------------ | --------------------- | ----------------- |
| Aarburg      | Aarburg      | 6558                  | 4,41              |
| Attelwil     | Attelwil     | 304                   | 2,19              |
| Bottenwil    | Bottenwil    | 806                   | 5,10              |
| Brittnau     | Brittnau     | 3635                  | 13,67             |
| Kirchleerau  | Kirchleerau  | 769                   | 4,36              |
| Kölliken     | Kölliken     | 3954                  | 8,89              |
| Moosleerau   | Moosleerau   | 820                   | 3,81              |
| Murgenthal   | Murgenthal   | 2880                  | 18,61             |
| Oftringen    | Oftringen    | 10’568                | 12,87             |
| Reitnau      | Reitnau      | 1144                  | 5,79              |
| Rothrist     | Rothrist     | 7174                  | 11,87             |
| Safenwil     | Safenwil     | 3128                  | 5,99              |
| Staffelbach  | Staffelbach  | 1040                  | 8,94              |
| Strengelbach | Strengelbach | 4239                  | 6,03              |
| Uerkheim     | Uerkheim     | 1291                  | 7,09              |
| Vordemwald   | Vordemwald   | 1699                  | 10,15             |
| Wiliberg     | Wiliberg     | 153                   | 1,17              |
| Zofingen     | Zofingen     | 10’210                | 11,07             |

Aarau · Baden · Bremgarten · Brugg · Kulm · Laufenburg · Lenzburg · Muri · Rheinfelden · Zofingen · Zurzach